# 하트 오브 딕시

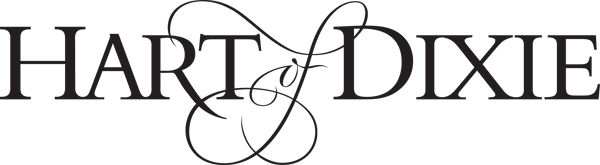

하트 오브 딕시(Hart of Dixie)는 2011년 9월 26일부터 2015년 3월 27일까지 The CW에서 방영된 텔레비전 드라마이다.